# Chitistone River
Der Chitistone River ist ein 37 Kilometer langer linker Nebenfluss des Nizina Rivers im Süden des US-Bundesstaats Alaska. 

## Verlauf
Seine Quelle bildet ein kleiner 1769 m hoch gelegener Bergsee südlich des Chitistone-Passes. Der Chitistone River fließt in südwestlicher Richtung durch das Bergland und trennt die östlich gelegene Eliaskette von den westlich gelegenen Wrangell Mountains. Oberhalb der Schlucht Chitistone Gorge befinden sich die Chitistone Falls am Flusslauf.

## Nebenflüsse
Unterhalb der Chitistone Falls mündet von links der Abfluss des Chitistone-Gletschers in den Chitistone River. Ein weiterer größerer Nebenfluss ist der von links zufließende Glacier Creek, der vom Twaharpies-Gletscher gespeist wird. Am Fuße des Chitistone Mountain mündet der Chitistone River schließlich in den Nizina River.